# 波爾塔瓦戰役
波爾塔瓦戰役（俄语：Полтавская битва）是俄國彼得大帝的軍隊與瑞典卡尔十二世的軍隊於1709年6月27日（儒略历；格里历7月8日、瑞典历6月28日）所發生的一場戰役，是大北方戰爭中最大規模的決定性戰役。俄軍的勝利终结了瑞典作為歐洲列強的時代。
在戰爭初期的六年時間中，卡爾十二世率領的瑞典帝國幾乎擊敗了反瑞典聯盟的所有參與者，該聯盟最初由波蘭立陶宛聯邦、丹麥挪威和俄羅斯沙皇國組成。後因想徹底擊敗俄羅斯，卡爾十二世選擇在1707年秋天入侵俄羅斯，率領一支龐大的部隊向莫斯科進軍。但由於惡劣的天氣條件和俄羅斯的焦土戰術，使得瑞典雖在正面戰場持續勝利，但瑞典的進軍越來越艱難，迫使卡爾十二世中斷了他在莫斯科的行軍，向南進軍，在現今的烏克蘭地區過冬。
1708年至1709年的冬季，發生了歐洲五百多年來最嚴酷的大霜凍後，瑞典的軍隊和後勤都飽受摧殘，卡爾十二世在夏季決定圍攻重要的經濟和軍事中心波爾塔瓦。彼得大帝則率領多達75,000至80,000人的部隊前來解除圍困。

## 序幕
早在1700年，大北方戰爭初期对丹麦和俄国的胜利使瑞典退出了战争，但卡尔十二世却并未能将战争结束，并且还要于八年后面对剩余的对手，萨克森-波兰联盟。在此期间，彼得大帝想要重建他的军队使之成为现代化军队，基于这个目标，他首先需要训练他的步兵能正确地使用火枪。他之后在未来他兴建圣彼得堡的地区，利沃尼亚赢得了一场漂亮的胜仗。俄国的做法激怒了卡尔十二世，他之后作了一个无可挽回的错误决定，对俄国心脏地带及莫斯科进行攻击。
卡尔十二世的大军起初于1708年攻入俄国，但俄军一直避免与瑞典軍正面交锋，并使用他们战争时时常对抗入侵者的方法:坚壁清野政策。俄国的夏天寒冷潮湿，难以作地面供应，卡尔要依赖于一队补给纵队运输足够的食物去维持军队应付长期作战。该队补给纵队，在萊文豪普特将军率领下，由11,000人、16门火炮、一群牧牛和一千辆马车组成，通常在最佳状态时动作都是非常迟缓的，现时又因路面环境而要减慢至缓慢行进。
由于两支军队之间没有直接联络，卡尔的军队只好盡力等待莱文豪普特将军的补给纵队快些到来。不过在两支军队距离只剩下130 公里远时，卡尔却决定放弃，命令军队拔营并转往南方到天气较好的乌克兰以搜寻食物。乌克兰在伊万·马泽帕的指挥下，与卡尔谈判，并与瑞典正式结盟以争取从俄国中独立。
另一方面莱文豪普特将军亦转往南方並在横渡邻近村落一条小河时受到攻击，爆发了列斯納亞戰役。纵队遭遇到俄军攻击，他亦对新建的俄军的强劲作战能力感到惊讶。莱文豪普特将军欲全速会合卡尔，所以他遗弃了很多火炮、牧牛及大部分的食物，迫使士兵发生动乱。由于偷了酒，士兵们都喝醉了，而莱文豪普特将军被迫遗下1,000名在树林喝醉了的士兵。最后他们终于在冬天与卡尔的主力会合，没有补给并只剩下六千人。

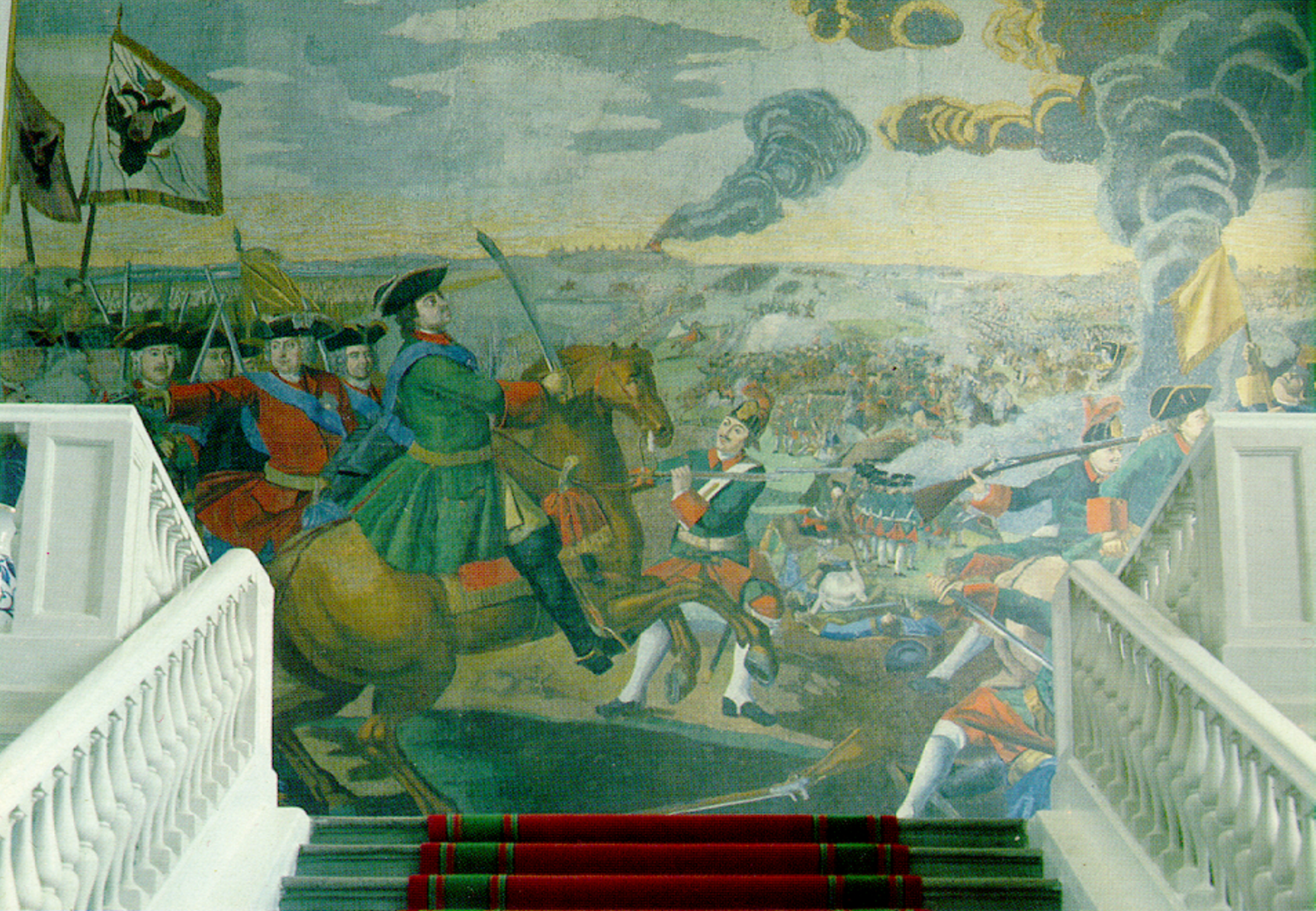
由米哈伊尔·罗蒙诺索夫所制作的马赛克作品「波尔塔瓦会战」的一部分

在春天卡尔重新开始进攻，但在冬天因饥饿、冻伤或其它天气因素而损失了三分一兵力。潮湿的天气严重耗尽了军队的供应及火药，火炮因缺乏炮弹不能作战。卡尔第一时间的行动就是围攻在乌克兰境内禾斯卡拉河畔波尔塔瓦的要塞。彼得大帝早已组织了一支庞大的军队保卫要塞，并快速地到达及建立起一条反围攻的战线，引诱瑞典军进入要塞和俄军之间的陷阱。

## 战斗
当战斗开始时，彼得大帝指挥42,000名士兵进攻，而卡尔十二世麾下大约只有16,500名士兵。而对瑞典军更不利的是，他们6月17日虽成功围困了波尔塔瓦，但当卡尔十二世正视察前线基地时，被禾斯卡拉河河堤上的一名俄军狙击兵用滑膛枪击伤腿部，并需要转由陆军元帅卡爾·古斯塔夫·雷恩舍爾德指挥。然而他计划突破俄军防线并从北方逃脱。
战役于6月28日黎明之前3时45分开始，瑞军开始向俄军防线攻击。起初，战役是以传统的战争风格进行，受训较佳的瑞典军向俄军的左翼与中心挤压，突破了一些俄军的据点。瑞典军看来好像持有优势，不过他们很快便失去了这并不太大的优势。黎明时分，天气变得又热又湿，初升的太阳被火炮与滑膛枪的灰烟弄得模糊。彼得大帝拥有相当多数量的步兵，拖住了拥有火炮的瑞典军，早上九时，他组织一支25,000名的援军于防线的中央，俄军营垒之前展开，由73门重炮支持。由莱文豪普特将军指挥的瑞典军步兵，尝试攻击营垒前的俄军步兵。但瑞典军的进攻很快就退下来了，并因差劣的通讯而导致迷失了方向。更不幸的是，一队合共2,600人，由胡斯将军指挥的瑞典军分遣队，在一列俄国4000人援军纵队重夺据点后，被俄军据点包围。分遣队伤亡1,000人后，弹藥耗尽，胡斯将军被迫投降。 
在战场北面，早上10时10分，瑞典军的进攻被缅什科夫将军指挥的俄军骑兵反攻撃溃。瑞典军右翼的步兵被彼得大帝亲率的俄军中央步兵包围。10时30分，巴华将军率领俄军骑兵再次进攻，攻击瑞典军的左翼及后方，于15分钟内将瑞典军防线瓦解。看见他的军队于后方被打败，卡尔于11时传令让军队撤退。中午12时，俄军骑兵清理于战场上走散的士兵后回到俄军防线，战事结束。卡尔纠集剩余的瑞典军与辎重队列，同日撤退到南方，放弃围攻波尔塔瓦。瑞典军渡过了第聂伯河，但俄军乘胜追击，最后瑞典军被迫于三天后7月1日于皮列禾洛查拿镇投降。

## 餘波

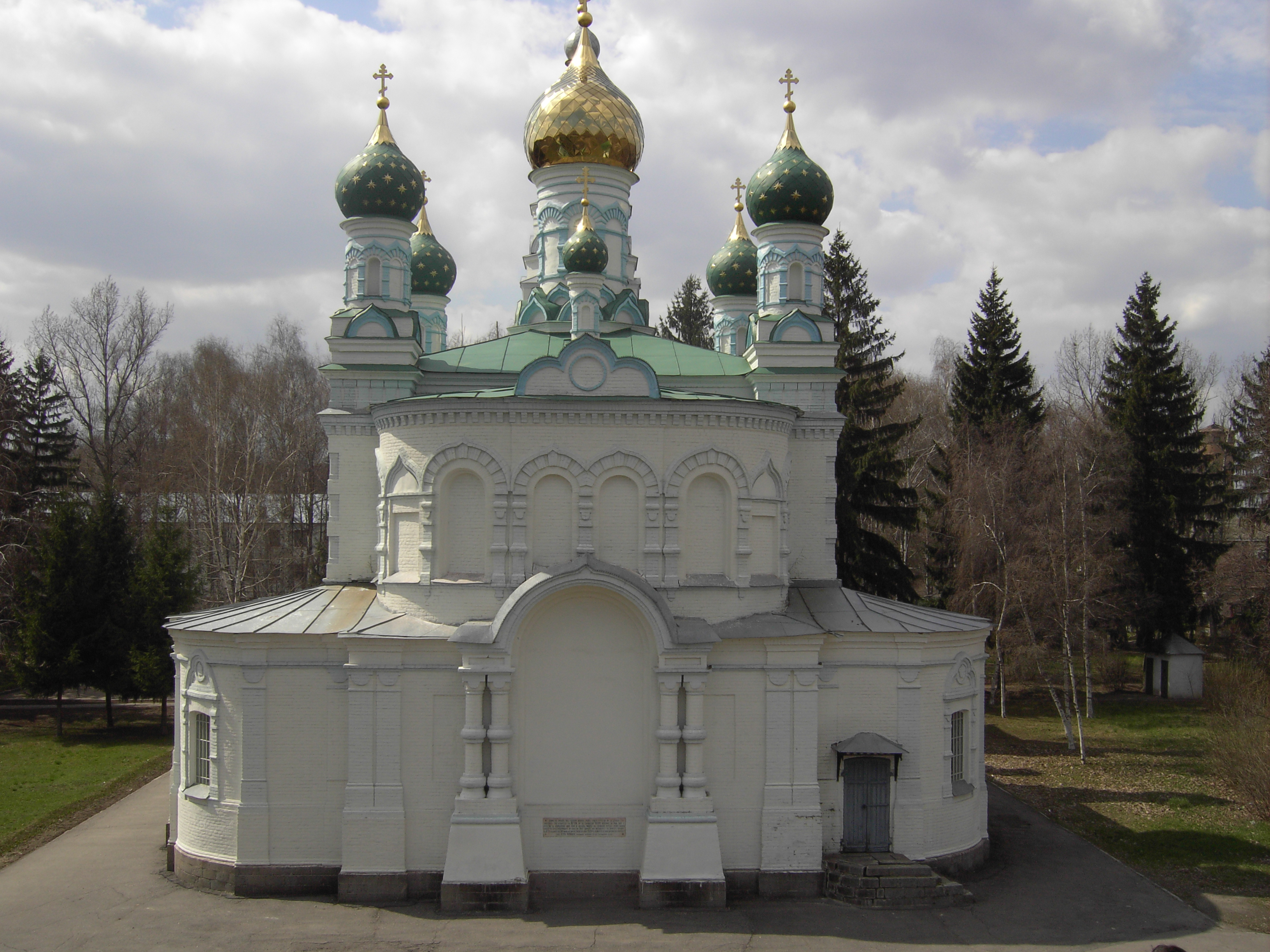
战场遗址上的东正教堂

战役中几千名瑞典战俘被俄军调派往建设圣彼得堡，卡尔十二世设法与约1500人逃离往摩尔达维亚的蒂吉纳，然后由奥斯曼帝国保护控制，并在回瑞典前曾经历了五年时间的流浪生活。
为何卡尔十二世在俄国严冬之后仍然冒险进攻至今仍然是一个谜。不过会战之后并不是大北方战争的结束，战争仍持续了十二年。战争的结束是俄国在圣彼得堡创建的海军逼使瑞典退出战争之后。